# Tritionato hidrolasa
La tritionato hidrolasa (EC 3.12.1.1) es una enzima que cataliza la siguiente reacción química:
tritionato + H
2O {\displaystyle \rightleftharpoons } tiosulfato + sulfato + 2 H+

Por lo tanto los dos sustratos de esta enzima son el tritionato y agua, mientras que sus productos son tiosulfato, sulfato y iones hidrógeno.
Esta enzima pertenece a la familia de las hidrolasas concretamente a aquellas que actúan sobre enlaces entre átomos de azufre y azufre. El nombre sistemático de esta clase de enzimas es tritionato tiosulfohidrolasa. Esta enzima participa en el metabolismo del azufre.